# Brotha Lynch Hung
Brotha Lynch Hung, nombre real Kevin James Mann nacido el 10 de enero de 1969, es un rapero, productor y actor estadounidense nacido en Sacramento, California. Es conocido como "El Rey Original del horrorcore".[cita requerida]

## Carrera musical

### Estilo e influencias
Aunque la música de Lynch se le clasifique en general como hip hop, ha tendido diferentes estilos a lo largo de su carrera. Lynch ha sido catalogado en numerosas ocasiones dentro del horrorcore, rap que se centra en temáticas ultraviolentas y oscuras; también se le asocia principalmente a fuertes influencias de hardcore rap y gangsta rap. En ocasiones, su música trata de temas como: asesinatos con violencia extrema, violencia doméstica, racismo, y hasta en casos extremos el canibalismo. Ocasionalmente sus canciones tratan de temas políticos.
Se ve influenciado por varios artistas, entre los que se encuentran: Geto Boys, N.W.A, Ice-T, y Schoolly D.

## Discografía

### Álbumes de estudio
- 1993: 24 Deep
- 1995: Season of da Siccness
- 1997: Loaded
- 2000: EBK4
- 2001: The Virus
- 2002: Appearances: Book 1
- 2002: Book III
- 2003: Lynch by Inch: Suicide Note
- 2007: The Ripgut Collection
- 2008: Snuff Tapes
- 2009: The Gas Station
- 2010: Dinner & a Movie
- 2011: Coathanga Strangla
- 2013: Mannibalector

### Colaboraciones con otros artistas
- 1989: Nigga Deep
- 2000: Now Eat: The Album
- 2001: Trigganometry
- 2001: Blocc Movement
- 2002: The Plague
- 2004: The Uthanizm
- 2004: Siccmixx: Our Most Gangsta Hits
- 2006: The New Season
- 2007: The Fixxx
- 2009: Suspicion Vol. 2

## Filmografía
- 2000: Now Eat: The Movie